# Peralt

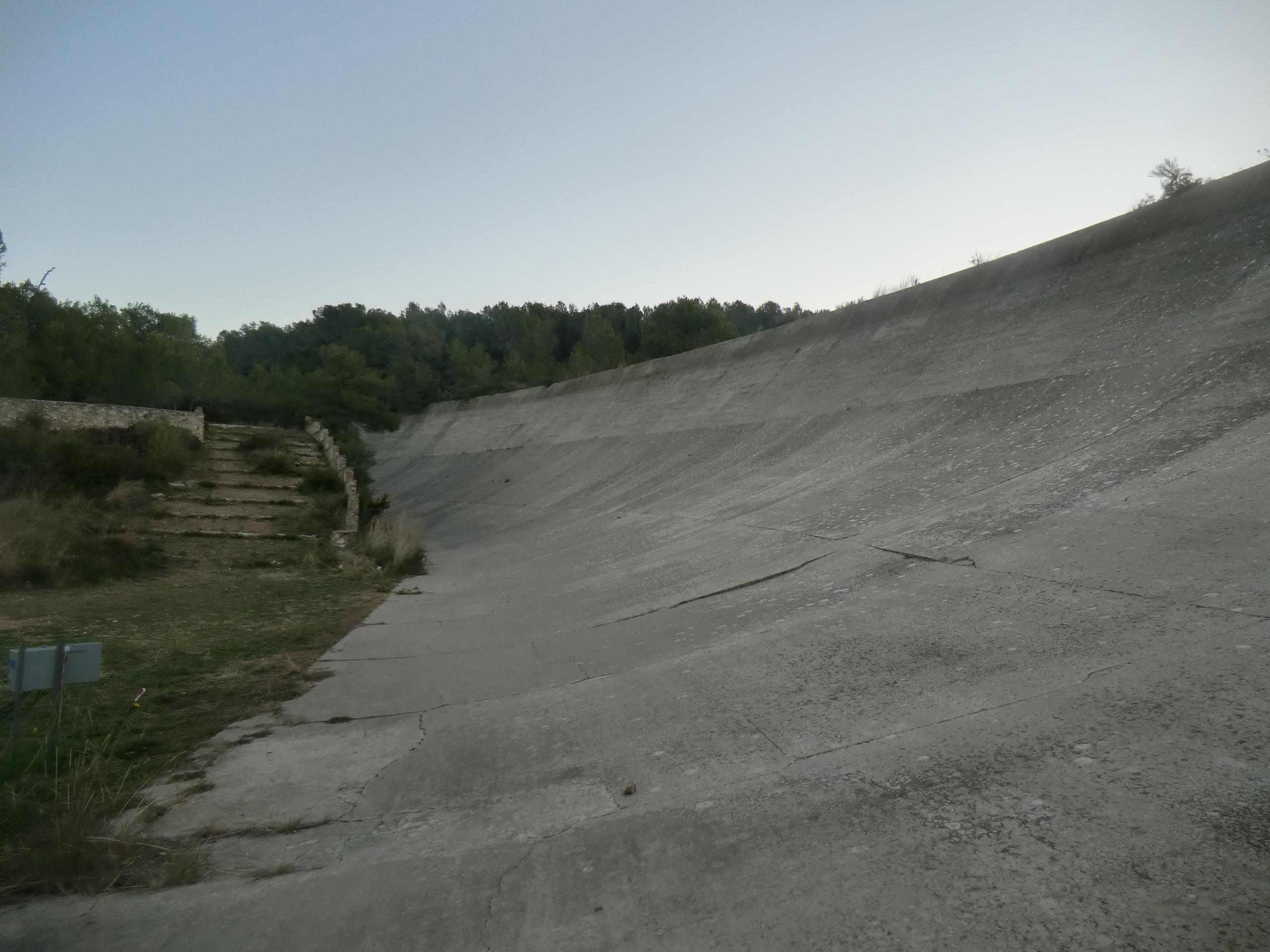
Vista del peralt costat mar de l'autòdrom de Terramar, Sant Pere de Ribes, on es pot apreciar el fort desnivell entre els dos costats del revolt.

Un peralt és un desnivell entre els dos costats d'un revolt que situa el costat exterior més amunt que el costat interior, utilitzat per a contrarestar la força centrífuga que impel·leix els vehicles cap al costat exterior, a les carreteres té una inclinació mínima de 0,5%.